# Меликова, Ханифа Асланбековна
Ханифа Асланбековна Меликова (азерб. Hənifə Məlikova; 5 мая 1856, Нальчик — 2 мая 1929, Баку) — одна из первых мусульманок на Кавказе, получивших светское образование. Позднее она вышла замуж за Гасан-бек Зардаби, азербайджанского журналиста и интеллектуала, и активно участвовала в публикации первой газеты на азербайджанском языке «Экинчи» вместе с ним в период с 1875 по 1877 год. Х. Меликова также была одной из первых женщин-преподавателей в Азербайджане; она работала в Русско-мусульманской школе для девочек в Баку и стала первым директором Александринского женского русско-мусульманского училища.

## Биография
Ханифа Абаева родилась 5 мая 1856 года в Нальчике, на Северном Кавказе. По национальности балкарка. Дочь Асланбега Абаева, офицера Русской императорской армии. Образование получила в женском учебном заведении Святой Нины в Тифлисе с 1862 по 1872 год. В то время получение образования мусульманскими девушками в христианской стране было редким случаем.
В 1872 году газета «Кавказ» опубликовала список девушек, окончивших заведение Святой Нины, и имя Абаевой было среди них. Увидев имя мусульманки в списке, азербайджанский журналист и интеллектуал Гасан-бек Зардаби решает поехать в Тифлис, чтобы встретиться с ней. Первая встреча Гасана-бека с Ханифой Абаевой оставляет на него положительное впечатление. После этого знакомства они поженились в Тифлисе и позднее переехали в Баку.
Ханифа Меликова, находясь в Баку, открывает школу у себя дома и начинает преподавать девочкам. В 1873 году в этой школе учились 12 девочек. Она также активно участвовала в издании газеты «Экинчи» вместе с Гасан-беком Зардаби в период с 1875 по 1877 год. В 1877 году газета «Экинчи» была закрыта, и в том же году школа Ханифы Меликовой была закрыта. Когда начались открытые преследования семьи Меликовых, они переехали в Зардаб, родное место Гасан-бека.
Когда они находились в Зардабе, Меликова посвятила себя обучению женщин в своем сообществе шитью и вязанию, а также грамотности. Кроме того, она заботилась о детях, основала центры консультаций для женщин в различных деревнях и успешно спасла 132 человека от слепоты в сообществе Зардаба. В 1881 году Ханифа Меликова и Гасан-бек Зардаби основали бесплатную школу у себя дома в Зардабе, где предоставляли образование и знания местным жителям. В то время семья Меликовых подвергалась преследованиям со стороны местных религиозных властей и армянских торговцев, проживающих в Зардабе. В течение 16 лет Ханифа Меликова и ее муж жили под полицейским надзором в Зардабе.
 Гасан-бек и Ханифа вернулись в Баку в 1896 году. Первые ученицы Ханифы Меликовой сами стали преподавателями: если в начале своей педагогической карьеры у неё было 12 учениц, то к 1914 году Ханифа и её бывшие ученицы обучали более 2000 девочек в Азербайджане. По разным источникам, она работала в русско-мусульманской девичьей школе в Баку и стала первым директором Императорского Александровского русского мусульманского пансиона для девочек в разные годы. Меликова принимала участие в работе съезда учителей-мусульман России в 1906 году, и её речь с этого конгресса сохранилась до сих пор.
Помимо своей преподавательской деятельности, Ханифа Меликова также занималась общественной работой. Она возглавляла различные благотворительные организации и способствовала движению за снятие вуали в Азербайджане. В 1908 году она основала первую женскую благотворительную организацию в Баку как отделение общества «Ниджат». Президентом организации была Лиза Туганова, супруга Муртузы Мухтарова.
С 1920 по 1926 год Х. Меликова работала в Совете Народных Комиссаров Азербайджанской ССР.
Ханифа Меликова скончалась 2 мая 1929 года. Сначала она была похоронена на городском кладбище, но позднее её тело было перенесено рядом с могилой её мужа, Гасан-бека Зардаби, на Аллею почётного захоронения.

## Семья
Ханифа Меликова и Гасан-бек Зардаби имели двух сыновей и двух дочерей. Их старшая дочь, Пари Меликова, вышла замуж за первого спикера парламента АДР, Алимардана бека Топчубашова. Могила другой дочери Меликовой, Гарифсултан Меликовой, была позднее обнаружена. Их старший сын, Мидхад Меликов, получил инженерное образование в Германии. Он был расстрелян в 1937 году. Их второй сын, Саффет Меликзаде, сначала числился пропавшим без вести, а позже было установлено, что он живет в Анкаре.